# Saint-Juvat
Saint-Juvat (tiếng Breton: Sant-Yuvad, Gallo: Saent-Juvat) là một xã của tỉnh Côtes-d’Armor, thuộc vùng Bretagne, tây bắc Pháp.

## Dân số
Người dân ở Saint-Juvat được gọi là Juvatiens.